# Rodinný pivovar Bernard
Rodinný pivovar BERNARD a.s. je rodinný pivovar v Humpolci na Vysočině (akcionáři: Duvel Moortgat NV 50 %, Stanislav Bernard 25 %, Josef Vávra 25 %), který produkuje pivo Bernard.

## Historie
Éra vaření piva v pivovaru začala v Humpolci v roce 1597, kdy pivovar patřil majitelům heráleckého panství. Ve 30. letech 20. století v něm bylo zaměstnáno 40 lidí a roční výstav činil 20 tisíc hektolitrů. Pivo se prodávalo na Humpolecku, Německobrodsku (dnešní Havlíčkobrodsko), Ledečsku i Pelhřimovsku.
Po válce byl pivovar začleněn do národního podniku Horácké pivovary Jihlava a v roce 1960 do národního podniku Jihočeské pivovary České Budějovice, v roce 1989 byl koncernový podnik Jihočeské pivovary přejmenován na Pivovary České Budějovice, státní podnik. Vedení tohoto podniku nemělo v plánu další rozvoj pivovaru a stupňoval se tlak na jeho zrušení. Do doby privatizace vařil pivovar desetistupňové světlé pivo, jedenáctistupňové světlé pivo Orlík a krátce do léta 1991 i světlou dvanáctku Zálesák.
Pivovar vydražili 26. října 1991 Stanislav Bernard, Josef Vávra a Rudolf Šmejkal v privatizaci za pětinásobek vyvolávací ceny.
První roky pivovar zatížený velkým úvěrem bojoval o přežití. Dnes[kdy?] se pivo Bernard vyváží do více než dvou desítek zemí, export činí asi 20 % produkce. Rodinný pivovar Bernard se stal v roce 2000 akciovou společností, do které o rok později vstoupil belgický pivovar Duvel Moortgat.

## Galerie

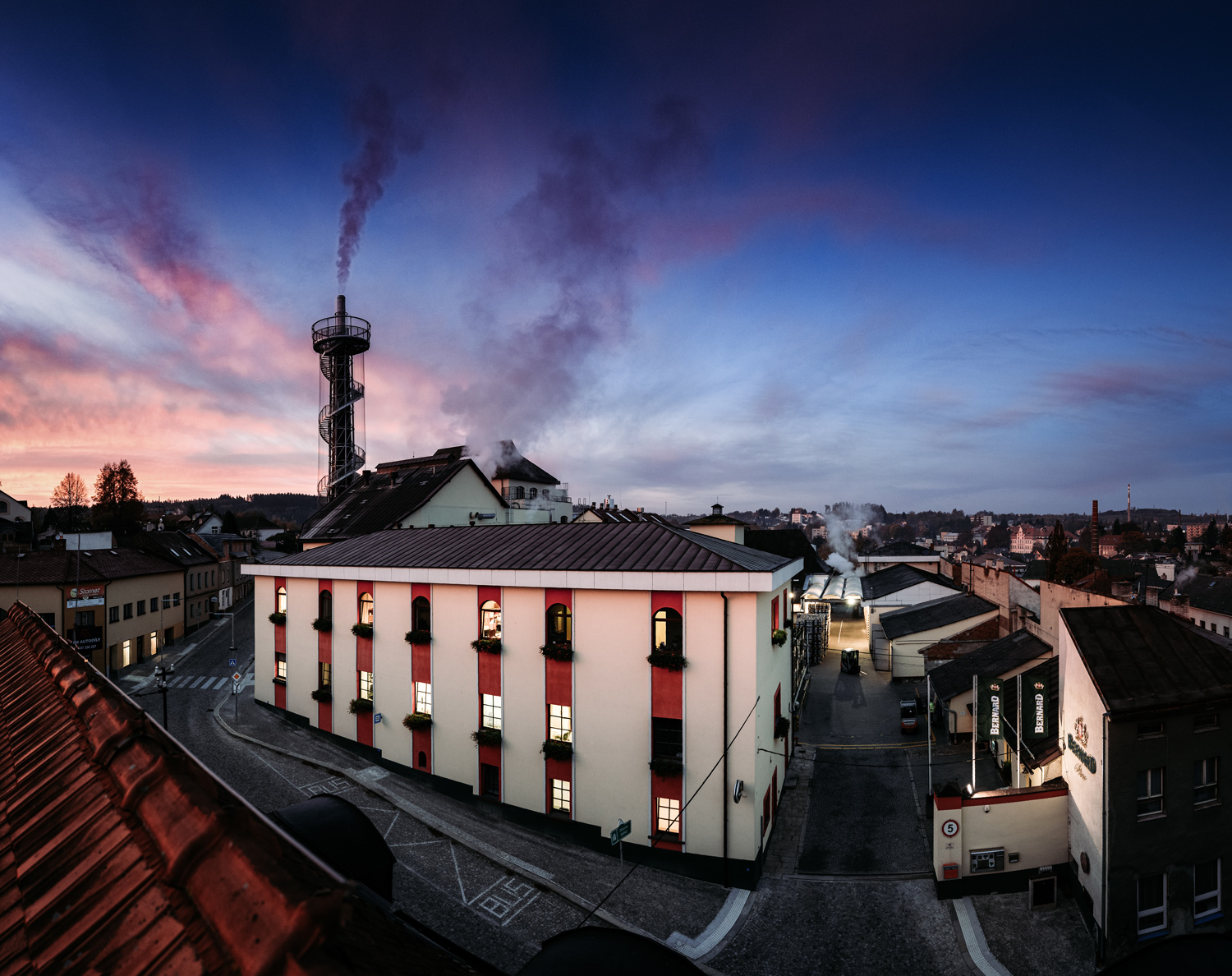
Pivovar Bernard
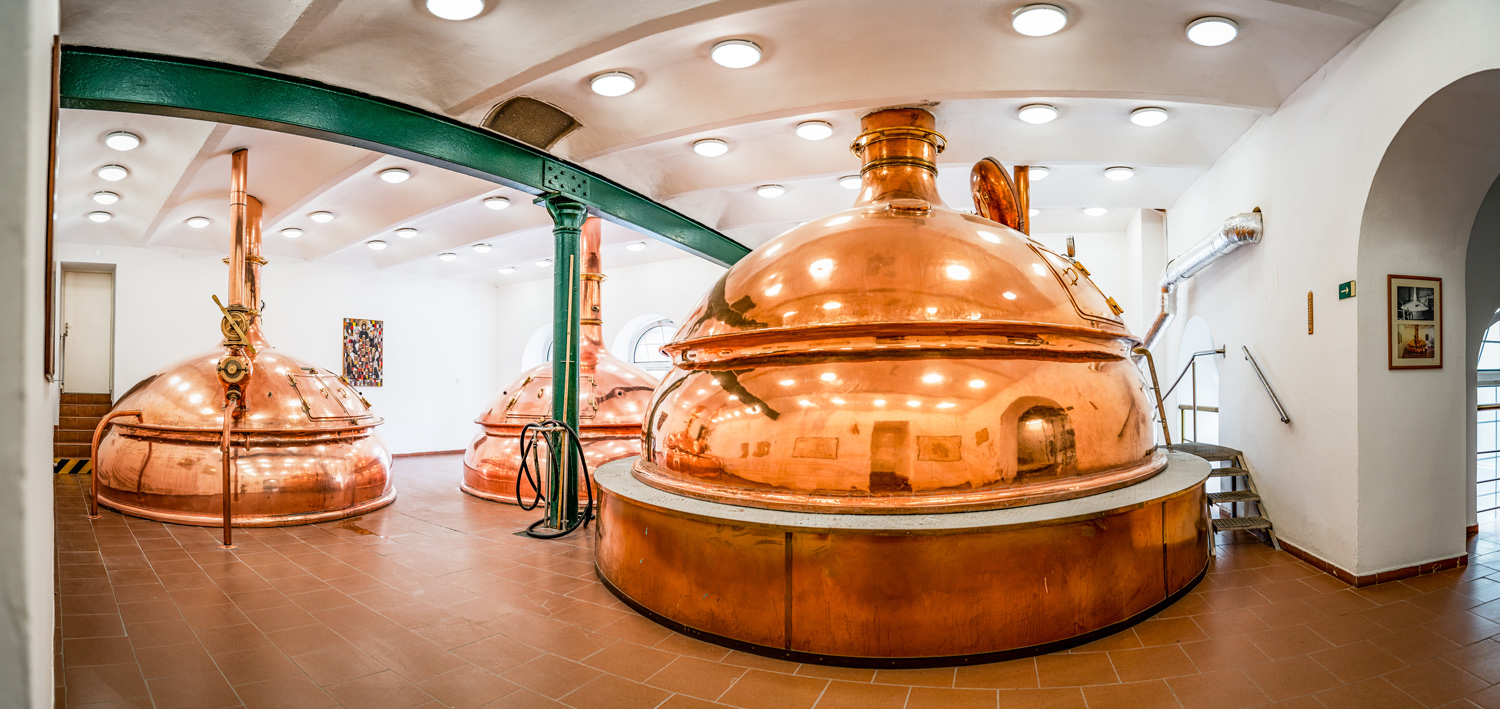
Varna
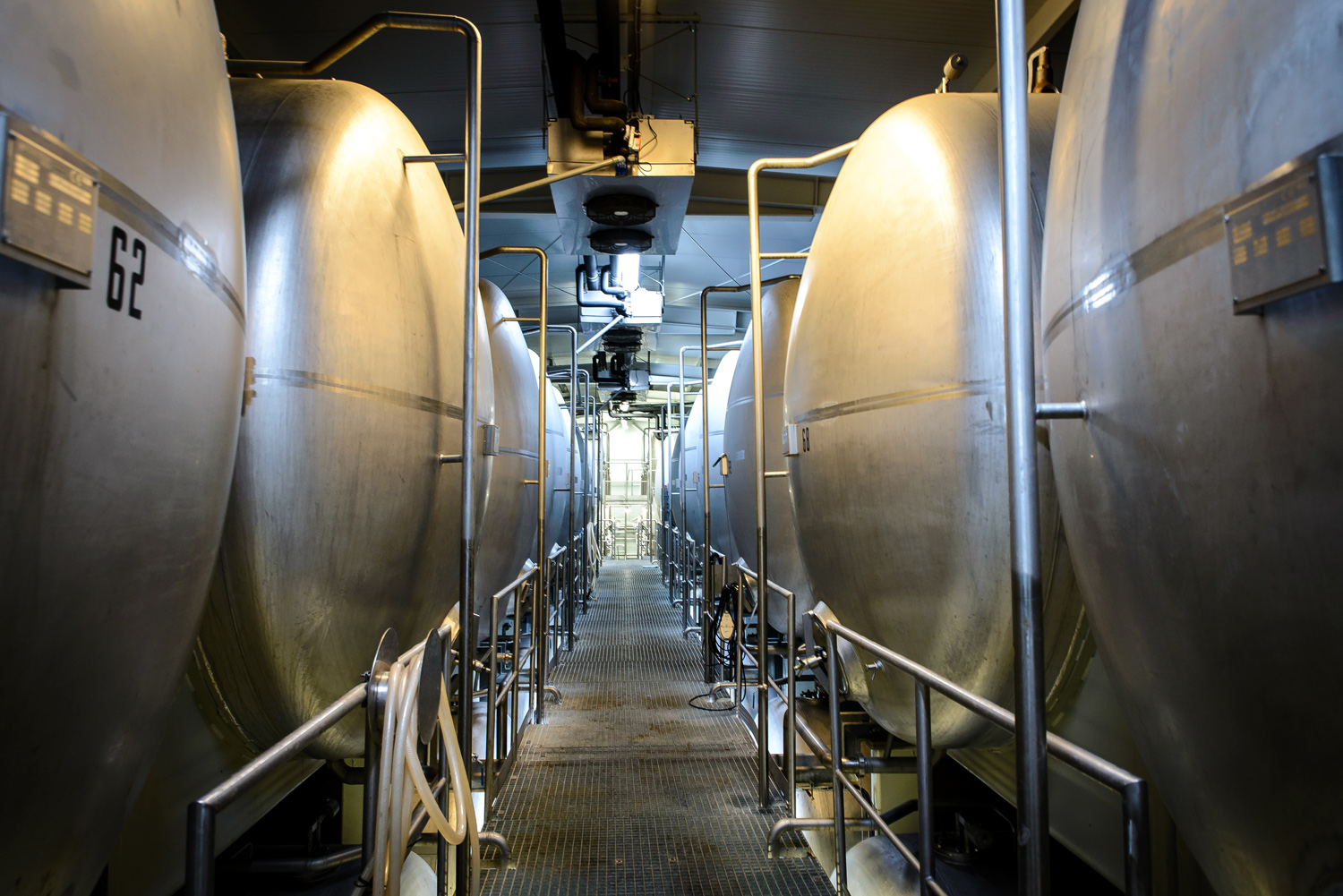
Tanky s ležákem
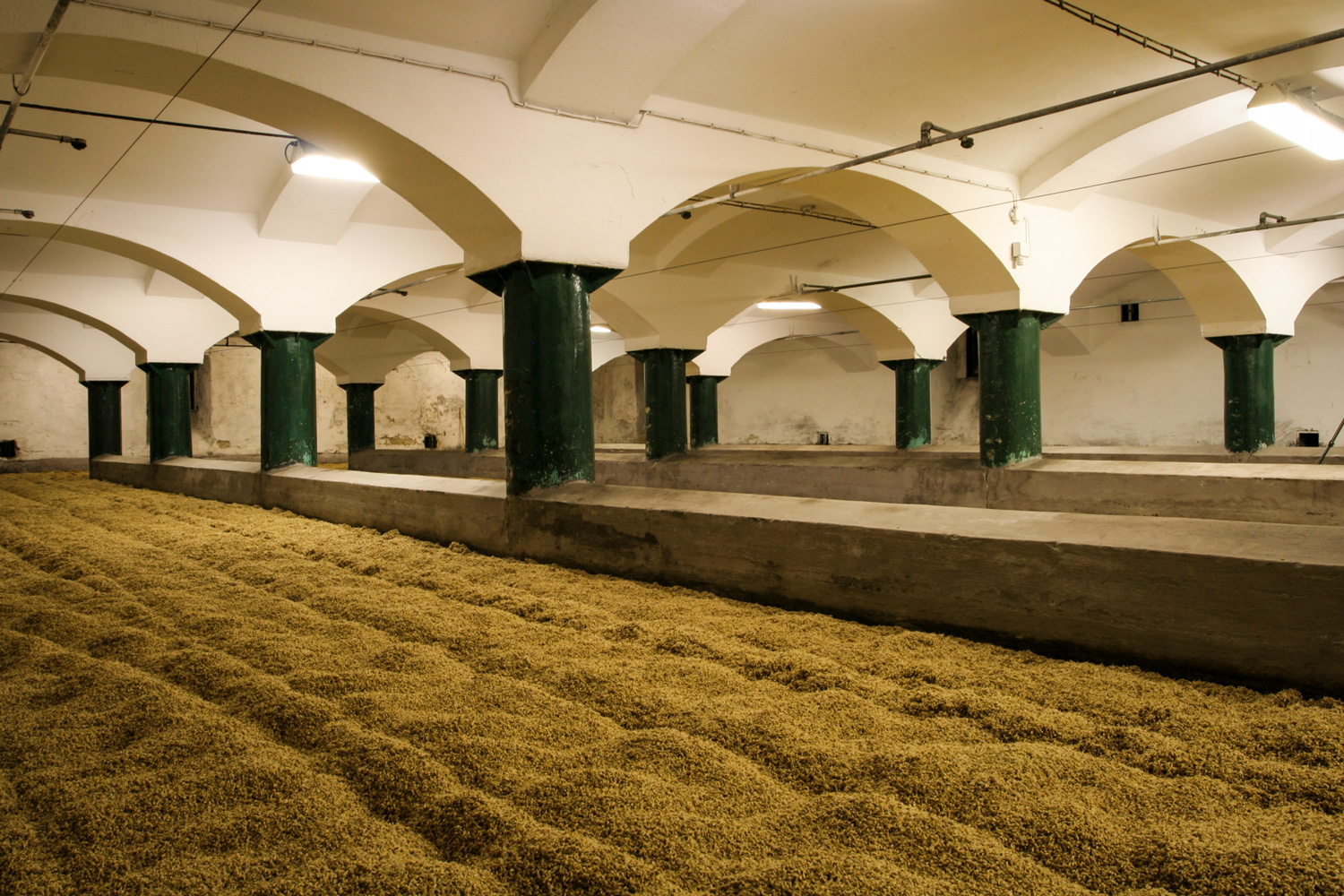
Sladovna